# Paul Sturrock
Paul Whitehead Sturrock (Ellon, 10. listopada 1956.) je škotski nogometni trener i umirovljeni nogometaš.
Paul Sturrock trenirao je uz svoj trenutačni klub Plymouth Argyle i Sheffield Wednesday, Southampton, Dundee United te St. Johnstone. On je također bivši reprezentativac Škotske.
Kao trener osvajao je:
- Škotsku prvu ligu – St Johnstone – 1996-97
- Football League Third Division – Plymouth Argyle – 2001-02
- Football League One (pobjednik play-off-a)  – Sheffield Wednesday – 2004-05
- Football League Two – Swindon Town – 2006-07